# Regionální síť 7
Regionální síť 7 je lokální multiplex DVB-T v České republice. Pokrytím dosahuje úrovně celoplošného multiplexu. Česká televize v něm do září 2018 vysílala HD verze svých kanálů v rámci Multiplexu 1a. Provozovatelem Regionální sítě 7 je společnost Progress Digital. Své vysílání ukončila 31. října 2020 ve 23:59. Vysílání bylo obnoveno  13. dubna 2022

## Vysílané programy
- Televize přes anténu

## Technické parametry sítě
Regionální síť 7 vysílala s následujícími technickými parametry:
| Standard | ID sítě | Vysílací mód | Modulace datových nosných | Kódový poměr (FEC) | Ochranný interval | Přenosová rychlost |
| -------- | ------- | ------------ | ------------------------- | ------------------ | ----------------- | ------------------ |
| DVB-T    |         | 8K           | 64-QAM                    | 5/6                | 1/16              | 30,16 Mbit/s       |

## Vysílače
Do vypnutí byla síť šířena následujícími vysílači:
| vysílač                             | kanál | polarizace   | výkon (ERP) | Poznámka                |
| ----------------------------------- | ----- | ------------ | ----------- | ----------------------- |
| Benešov – Kozmice                   | 53    | horizontální | 40 kW       | do ledna 2020 kanál 32  |
| Brno – Barvičova (gymnázium)        | 47    | vertikální   | 10 kW       |                         |
| Brno – Jihlavská                    | 47    | horizontální | 10 kW       |                         |
| České Budějovice – Kleť (rozhledna) | 53    | horizontální | 63 kW       | do února 2020 kanál 42  |
| Domažlice – Čerchov                 | 45    | horizontální | 20 kW       |                         |
| Jáchymov – Klínovec                 | 36    | horizontální | 40 kW       | do března 2020 kanál 38 |
| Jihlava – Větrný Jeníkov            | 47    | horizontální | 20 kW       |                         |
| Olomouc – Slavonín                  | 50    | horizontální | 10 kW       |                         |
| Ostrava – Lanová                    | 38    | horizontální | 10 kW       |                         |
| Plzeň – vodárna                     | 24    | horizontální | 32 kW       | do března 2020 kanál 38 |
| Praha – Novodvorská                 | 37    | horizontální | 10 kW       |                         |
| Praha – Ládví                       | 37    | horizontální | 20 kW       |                         |
| Svitavy – Hřebečov                  | 50    | horizontální | 10 kW       | do dubna 2020 kanál 21  |
| Trutnov – rozhledna                 | 50    | horizontální | 20 kW       | do února 2020 kanál 21  |
| Uherské Hradiště – Rovnina          | 41    | horizontální | 10 kW       |                         |
| Ústí nad Labem – Krušnohorská       | 50    | horizontální | 10 kW       | do února 2020 kanál 21  |